# Jorgovanka Tabaković
Jorgovanka Tabaković, cyr. Јоргованка Табаковић (ur. 20 marca 1960 w Vučitrnie) – serbski polityk i ekonomistka, parlamentarzysta, była minister, wiceprzewodnicząca Serbskiej Partii Postępowej, prezes Narodowego Banku Serbii.

## Życiorys
Absolwentka ekonomii na Uniwersytecie w Prisztinie. Pracowała w szkole średniej, firmie handlowej i bankowości. Uzyskała doktorat z ekonomii na Uniwersytecie w Nowym Sadzie.
W 1992 dołączyła do Serbskiej Partii Radykalnej, była kilkakrotnie wybierana do Zgromadzenia Narodowego Republiki Serbii. Od 24 marca 1998 do 24 października 2000 sprawowała urząd ministra spraw własnościowych i przekształceń gospodarczych w rządzie Mirka Marjanovicia. W 2008 opuściła radykałów, dołączając do Tomislava Nikolicia i współtworząc z nim Serbską Partię Postępową. W 2012 złożyła mandat poselski w związku z objęciem stanowiska prezesa Narodowego Banku Serbii. Wcześniej w tym samym roku objęła stanowisko wiceprzewodniczącej postępowców.